# 阪急2300系電車 (初代)
阪急2300系電車（はんきゅう2300けいでんしゃ）は、1960年（昭和35年）に登場した阪急電鉄（阪急）の京都線用の電車（通勤形電車）である。当時の最新技術による回生ブレーキと定速運転の機能を備え、神宝線の2000系とともに「オートカー」「人工頭脳電車」とも呼ばれた。

## 概要

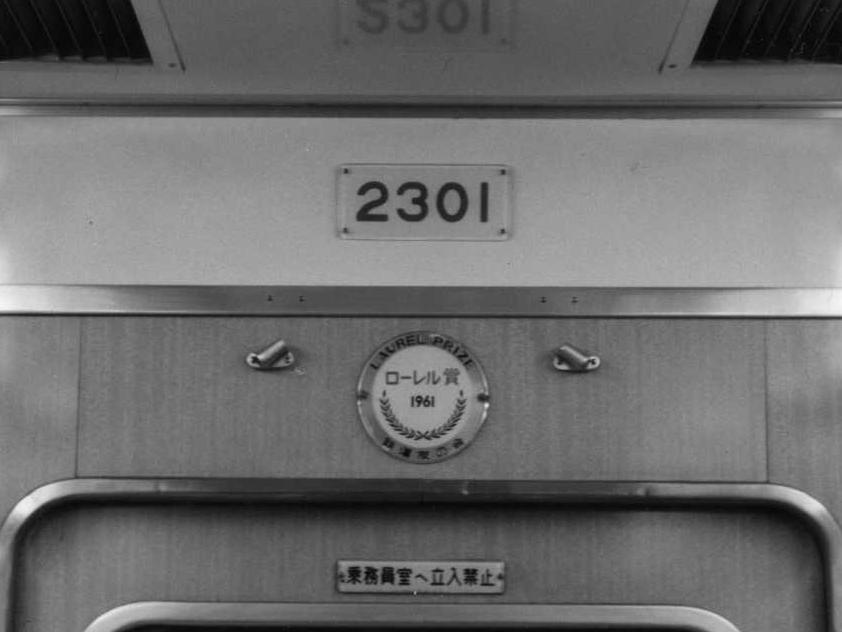
初代ローレル賞プレート（2000と異なり台座なしの車体直付け、1984.1.2梅田にて撮影）

2300系は、1960年に神宝線用の2000系の姉妹車として登場した。2000系は架線電圧が直流600Vで電装品が東京芝浦電気製であるのに対し、京都線の2300系は当初より直流1,500V対応で、新京阪鉄道時代からの慣例で東洋電機製造製の電装品を使用している。車体の基本デザインは2013年（平成25年）から製造が開始された2代目1300系にも受け継がれている。
1961年（昭和36年）には、2000系とともに鉄道友の会の第1回ローレル賞を受賞した。
本記事では解説の便宜上、梅田方先頭車の車両番号+F（Formation=編成の略）を編成名として記述（例：2315以下7両編成=2315F）する。

## 車体
阪急標準車体寸法を採用し、2000系と共通で直線主体の簡素なスタイルを持つ全金属製車体を備える。正面形状は三面折妻、車体長は運転台側が100mm長くなり18,400mmとなった。客用扉は1,300mm幅の両開き扉を阪急で初採用、換気装置は別製作のモニター屋根を載せて簡素化を図った。貫通路は1,080mm幅の広幅貫通路が用いられていたが、1964年（昭和39年）以降製造の中間車では通常貫通扉付きの狭幅貫通路を採用した。
側窓は、ワンタッチで開閉可能な1段下降式のユニット窓である。操作性の良さとともに、アルミ合金の窓枠とマルーンの車体色との取り合わせが極めて好評であり、以降の車両でも半世紀にわたり踏襲されている。窓構造は当初はフレームサッシュ形状で、昭和38年度以後の製作車はフレームレス方式が採用されている。
側面には、電照式の列車種別表示器や車外放送装置が設けられた。
車内は内張りにマホガニー木目のメラミン化粧板（アルミデコラ）を採用、木質感を保ちつつ不燃化と完全無塗装化を図った。座席はロングシートで、座面のモケットはゴールデンオリーブ色、素材にアンゴラヤギの毛を使用、毛足4.5mmのテレンプを用い、優れた座り心地を提供した。
阪急伝統のマルーン塗装や木目調の内装を受け継ぎつつ、現在まで続くデザインを確立した。

## 主要機器

### 走行機器
制御器は東洋電機製造製ES-755Aで、電動カム軸制御器による抵抗制御と分巻界磁制御で構成される。分巻界磁電流の調整は、分巻界磁と直列接続した227段の界磁抵抗器（FR）の端子を円筒状に配し、その上をサーボモーターで駆動する接触子を移動することで行い、抵抗値を変更する。このサーボモーターの制御をトランジスタを用いた増幅器で行うのが2300系の最大の特徴である。
定速度運転機能は50・65・80・90・100・105km/hと中高速域の6段階に指令可能であった。
十三駅 - 梅田駅間で直流600Vの宝塚線を走行するのに備えて、電圧転換器も装備していた。
主電動機は出力150kWの複巻補償巻線付き直流電動機である東洋電機製造製TDK-812-Aを採用し、これを1両分4個で永久直列接続にして使用された。駆動方式は中空軸平行カルダン、歯数比は84:16 (5.25) で、その後の京都線の標準となる。なお、起動加速度は2.8km/h/s（45km/hまで）である。
ブレーキは電磁直通ブレーキで、回生ブレーキ併用のHSC-Rである。当初は回生ブレーキを優先し、電動車の回生ブレーキの不足分を付随車の空気ブレーキで補う方式を採用したが、後に各車がブレーキ力を負担する方式に変更した。

### 台車
台車は同時期新造の2000系と同様に住友金属工業製のアルストーム・リンク金属ばね台車を標準とし、電動車は住友金属FS333を、制御車および付随車は住友金属FS33をそれぞれ使用した。車輪径はFS333が高性能車標準の860mm、FS33が小径の762mmである。1962年（昭和37年）製造車以降はミンデンドイツ式金属ばね台車を採用し、電動車は住友金属FS345を、制御車および付随車は住友金属FS45をそれぞれ使用した。
また、一部の車両で汽車製造製の1自由度系軸箱梁式台車（エコノミカルトラック）が試験的に装着された。1961年・1962年にはKS-65AとKS-65Bが、1963年（昭和38年）には軸箱支持部を改良したKS-71AとKS-71Bが試用されている。
台車形式と車番は以下のとおり。
- KS-65A（2305 - 2307、2311、2331）
- KS-65B（2355 - 2357、2361）
- KS-71A（2310、2320、2340）
- KS-71B（2360、2370）

### 集電装置
パンタグラフは東洋電機製造PT-42-Lを採用した。離線による回生失効を防止するため、Mc車に2基搭載する。
1962年に2330形を組み込むMc-M-Tcの3両編成が増備された際は、電動車の隣接による架線の集中的な押し上げを防止するため中間電動車2330形はパンタグラフ無しとし、制御車2350形に設置して間隔を確保した。2330形は将来の付随車増結と電動車の間隔確保を見越して、パンタグラフの搭載準備がなされていた。1966年（昭和41年）に製造された2330形2341 - 2343の3両は、パンタグラフ2基搭載で竣工した。
その後、Mc車のパンタグラフ2基でもM車への給電や回生制動に支障がないことが確認されたため、2330形のパンタグラフは早い時期に、2350形のパンタグラフも1967年に撤去された。パンタグラフ搭載の2361以降の制御車は一時期、2360形と呼ぶこともあった。

## 形式
以下の4形式78両が1960年から1967年にかけてナニワ工機で製作された。中間電動車2330形は1962年、中間付随車2380形は1966年からの追加製造である。
2300形 (Mc)
2301 - 2328（28両）
梅田方制御電動車。
2350形 (Tc)
2351 - 2378（28両）
河原町方制御車。
2330形 (M)
2331 - 2346（16両）
中間電動車。
2380形 (T)
2391 - 2396（6両）
付随車。
中間電動車は30番台の2330形、中間付随車は80番台の2380形に区分されており、運転台の有無を問わず動力の有無のみで区分した2000系・2100系列とは対照的に、整然とした番号体系となっている。

## 製造
電動車と付随車によるMc-Tcの2両編成を基本とし、当初は2両編成を2本併結した4両編成で運用された。1960年 - 1961年製造車はアルストムリンク式台車のFS333、FS33を採用した。
1961年・1962年製造車では、エコノミカル台車も試用された。*マーク付きはエコノミカル台車を装着する。
| ← 大阪京都 → | ← 大阪京都 → | ← 大阪京都 → | ← 大阪京都 → | 竣工       |
| Mc           | Tc           | Mc           | Tc           |            |
| 2301         | 2351         | 2302         | 2352         | 1960年11月 |
| 2303         | 2353         | 2304         | 2354         | 1961年12月 |
| 2305*        | 2355*        | 2306*        | 2356*        | 1962年10月 |

1962年には中間電動車の2330形が登場し、3両編成を組成した。台車もミンデンドイツ台車のFS345・FS45を本格的に採用した。
| ← 大阪京都 → | ← 大阪京都 → | ← 大阪京都 → | ← 大阪京都 → | 竣工       |
| Mc           | Tc           | Mc           | Tc           |            |
| 2307*        | 2357*        | 2308         | 2358         | 1962年10月 |
| Mc           | M            | Tc           |              |            |
| 2311*        | 2331*        | 2361*        |              | 1962年10月 |
| 2312         | 2332         | 2362         |              | 1962年10月 |
| 2313         | 2333         | 2363         |              | 1962年10月 |

1963年には、大宮 - 河原町間の延伸と千里山線の新千里山延伸に伴い、Mc-Tc+Mc-M-Tcの5両編成7本とMc-Tcの2両編成1本を増備した。*マーク付きはエコノミカル台車を装着する。河原町延伸に合わせて増発された特急にも充当されたが、ロングシート車では旅客サービスが好ましくないことから、翌1964年より2扉クロスシートの特急車2800系が新造されている。
| ← 大阪京都 → | ← 大阪京都 → | ← 大阪京都 → | ← 大阪京都 → | ← 大阪京都 → | 竣工      |
| Mc           | Tc           | Mc           | M            | Tc           |           |
| 2309         | 2359         | 2314         | 2334         | 2364         | 1963年4月 |
| 2321         | 2371         | 2315         | 2335         | 2365         | 1963年4月 |
| 2322         | 2372         | 2316         | 2336         | 2366         | 1963年5月 |
| 2323         | 2373         | 2317         | 2337         | 2367         | 1963年5月 |
| 2324         | 2374         | 2318         | 2338         | 2368         | 1963年6月 |
| 2325         | 2375         | 2319         | 2339         | 2369         | 1963年6月 |
| 2310*        | 2360*        | 2320*        | 2340*        | 2370*        | 1963年7月 |
| Mc           | Tc           |              |              |              |           |
| 2326         | 2376         |              |              |              | 1963年7月 |

1964年からは特急車の2800系を増備していたが、1966年からは2300系の電動車2330形と付随車2380形による中間車ユニットを増備、1967年には2両編成2本を導入した。中間車は2321-2371から2326-2376までの6本に組み込み、Mc-T-M-Tcの4両ユニットを組成した。2380形の2381 - 2390は欠番となっている。
混雑緩和のため座席定員が少なくなり、先頭車は6人減の48人、中間車は8人減の52人となった。側窓は神宝線の3000系・3100系などと同一仕様のフレームレス方式となった。T車とM車の間の貫通路は風の吹き抜けを防ぐため狭幅となり、引き戸が設置された。
| ← 大阪京都 → | ← 大阪京都 → | 竣工       |
| T            | M            |            |
| 2391         | 2341         | 1966年11月 |
| 2392         | 2342         | 1966年11月 |
| 2393         | 2343         | 1966年11月 |
| 2394         | 2344         | 1967年6月  |
| 2395         | 2345         | 1967年6月  |
| 2396         | 2346         | 1967年6月  |

| ← 大阪京都 → | ← 大阪京都 → | ← 大阪京都 → | ← 大阪京都 → | 竣工      |
| Mc           | Tc           | Mc           | Tc           |           |
| 2327         | 2377         | 2328         | 2378         | 1967年7月 |

## 主な改造

### 冷房化改造

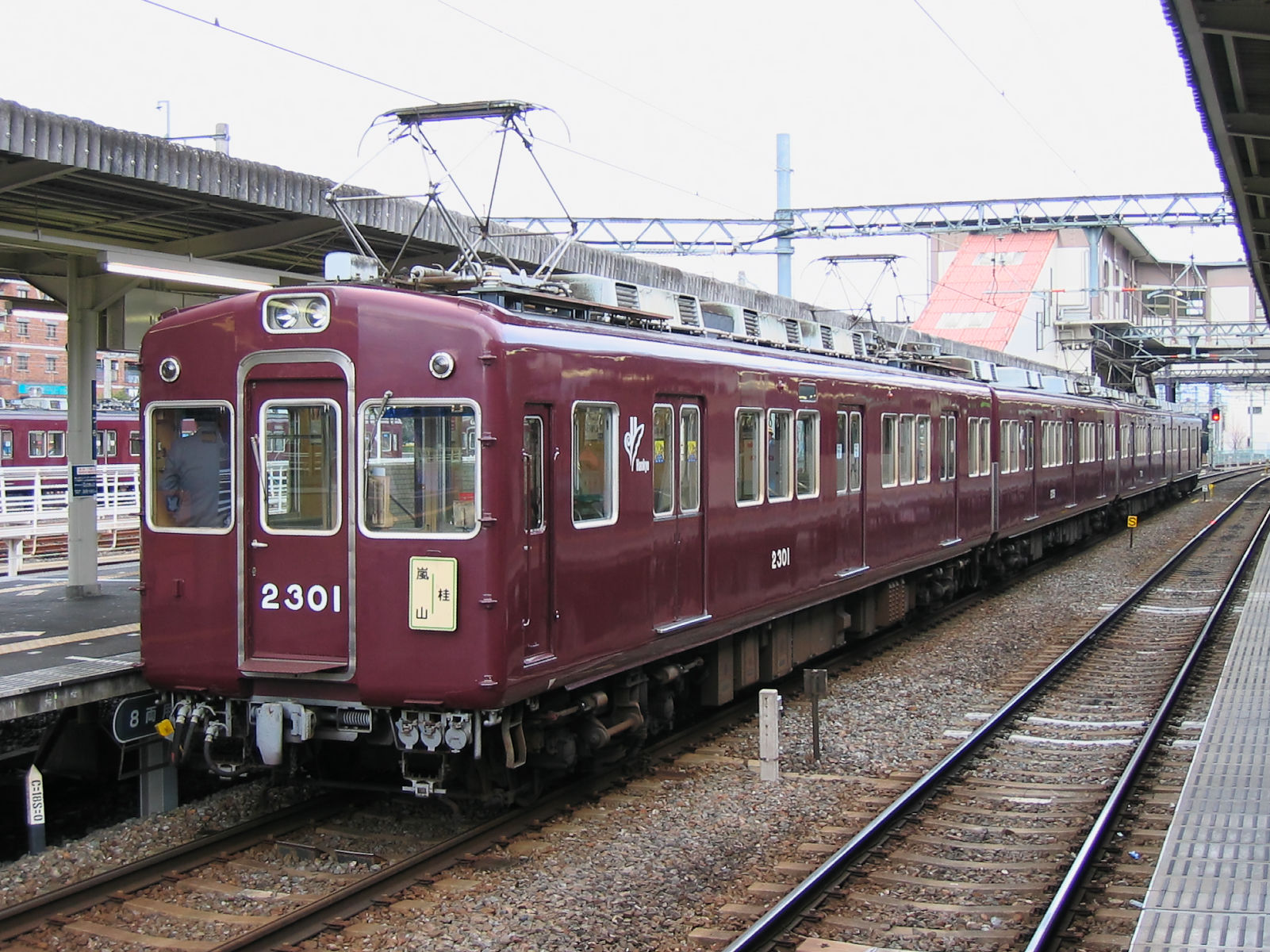
冷房改造・非表示幕の2301F（2005年3月19日、桂）

1978年（昭和53年）より冷房化改造が実施された。冷房装置は10,500kcal/h×3基（東芝RPU-3003）の集約分散式で、電源用に120kVAの大容量MGをユニット毎に1基ずつ設置し、従来の小容量MGは撤去された。2308では補助電源装置にSIV（SVH120-456形）が試験搭載された。冷房化は1981年（昭和56年）に終了している。
電動車の車軸径は120mmに強化され、2300形の大阪方パンタグラフは前位寄りに約700mm移設された。また、2300形以外にパンタグラフを搭載する可能性がなくなったため、パンタグラフ非搭載車全車の屋根上機器配置が同一に統一された。

### 制御器更新
新造から20年が経過すると、制御装置の経年劣化や部品の入手困難が目立つようになったことから、冷房化に並行して制御装置の更新も行われた。制御方式は7300系と同様の界磁チョッパ制御が採用され、定速運転機能は廃止されたが、回生ブレーキは残された。制御器は東洋電機製造ES773が搭載された。
電動車は大部分がMM'ユニットの1C8M方式となったが、一部は従来の1C4M方式のまま更新されている。2327・2328は1C4M・1C8M両用となった。2305・2307は後年の7両編成化に伴う2800系電動車（2831・2841）の組込みに際して1C4Mから1C8Mに切り替えられた。
2311-2331は、AFE方式による電機子チョッパ制御の試験車となった。制御器形式はRG608である。
車両の管理上、一部車両では改番が行われた。新旧対照は以下のとおり。
- 2303-2353 → 2304-2354
- 2304-2354 → 2303-2353
- 2308-2358 → 2310-2360
- 2310-2360 → 2308-2358

長編成化に伴う編成の固定化が進み、以下の車両で中間運転台の撤去と乗務員扉の埋め込みが実施された。
- Mc→Mo - 2302、2304（旧番2303）、2310（旧番2308）、2312、2314、2320、2322、2324、2326、2328
- Tc→To - 2351、2353（旧番2354）、2355、2357、2359、2361、2363、2365、2371、2373、2375、2377

空気バネ車は金属バネ車との混結を避けるため、MM'ユニットの固定編成となった。2306・2308（旧番2310）の2両は運転台を撤去したM'o車となり、制御装置やパンタグラフなどを撤去し、空気圧縮機、補助電源装置等を搭載した。

### 貫通路改造
4両ユニットではMc-T-M-TcからMc-M'-T-Tcへの組み換えを行い、妻面の引き戸の位置の分散により風の吹き抜けの阻止が図られた。広幅貫通路と狭幅貫通路を幌で連結する際はアダプタを設置して接続し、表示幕設置車はアダプタを廃した狭幅貫通路への改造も実施されている。
冷房改造後の各車の貫通路の状況を示す。表記は便宜上のもので、車両番号はいずれも改番後。
- 先 - 先頭部、運転台撤去車を含む場合は（撤）を付記
- 広 - 新造時より広幅
- 狭戸 - 新造時より狭幅・引き戸付き
- 広ア - 新造時は広幅、アダプタ設置
- 狭改戸 - 新造時は広幅、狭幅引き戸設置
- 狭改幕 - 新造時は広幅、表示幕改造時に引き戸なし狭幅化
- 広ア幕 - 新造時は広幅、表示幕改造時にアダプタ設置

| 形式   | 大阪方   | 京都方   | 車両番号                                        |
| ------ | -------- | -------- | ----------------------------------------------- |
| 2300形 | 先（撤） | 広ア     | 2301 - 2310・2327・2328                         |
| 2300形 | 先       | 広       | 2311・2313・2315・2317・2319                    |
| 2300形 | 先（撤） | 狭改戸   | 2312・2314・2316・2318・2320                    |
| 2300形 | 先（撤） | 狭改幕   | 2321 - 2326                                     |
| 2350形 | 狭改戸   | 先（撤） | 2351 - 2361・2363・2365・2367・2369・2377・2378 |
| 2350形 | 広       | 先       | 2362・2364・2366・2368                          |
| 2350形 | 広ア幕   | 先       | 2370                                            |
| 2350形 | 狭改幕   | 先（撤） | 2371 - 2376                                     |
| 2330形 | 広       | 広ア     | 2331                                            |
| 2330形 | 広ア     | 広       | 2332                                            |
| 2330形 | 広       | 狭改幕   | 2333・2335・2337・2339                          |
| 2330形 | 狭改幕   | 広       | 2334・2336・2338                                |
| 2330形 | 狭改幕   | 広ア幕   | 2340                                            |
| 2330形 | 狭戸     | 広       | 2341 - 2346                                     |
| 2380形 | 広       | 狭戸     | 2391 - 2396                                     |

### 種別・行先表示幕設置
1986年から1989年にかけて、本線運用の7両編成を対象に種別・行先表示幕が設置され、2311Fを除く全編成に施工された。尾灯や標識灯は窓下に移され、側面は従来の種別表示灯を撤去して種別・行先一体の表示幕を新設し、表示灯の跡は埋められた。中間組込の先頭車の正面には設置されていない。
京都線に幅広車体の車両が増加したことから、車体とホームの隙間を埋めるため、種別・行先表示幕未設置車を含む全車両の客用扉にステップが設置された。これにより最大幅が2,808mmとなり、神宝線への入線が不可能となった。2800系も2300系への組込車にドアステップが設けられている。
2300形:2313・2315・2317・2319・2321・2323・2325
2350形:2364・2366・2368・2370・2372・2374・2376

### 台車の振替
エコノミカル台車の空気ばねは振動吸収が不十分で乗り心地の向上には至らず、保守にも手間が掛かることから、金属バネ台車への振替が実施された。振替には廃車となった2800系から流用のFS345・FS45、およびFS324が用いられた。
2305・2306・2308・2311の4両はKS65台車で残された。特に2311は電機子チョッパ制御の試験車であり、床下機器が一杯であったため台車が交換されていない。

### 保安装置更新
2006年（平成18年）からはATS更新が行われている。同時に非常ブレーキの改造を行った。
近年においては、先頭に出ている2300形・2350形のエアホース、ジャンパ栓受け、2350形の電らん箱が撤去されている。また、空気圧縮機を、2330形・2350形に搭載していた旧式のD3NHA形から大容量のHB2000形へと換装、2350形へ集約搭載された（中間T車代用の2355には未搭載）。2300形の中間運転台残存車2316・2318においては、マスコン、ブレーキ弁等の運転関係機器が完全に撤去されている（事実上の運転台撤去車化）。

## 運用

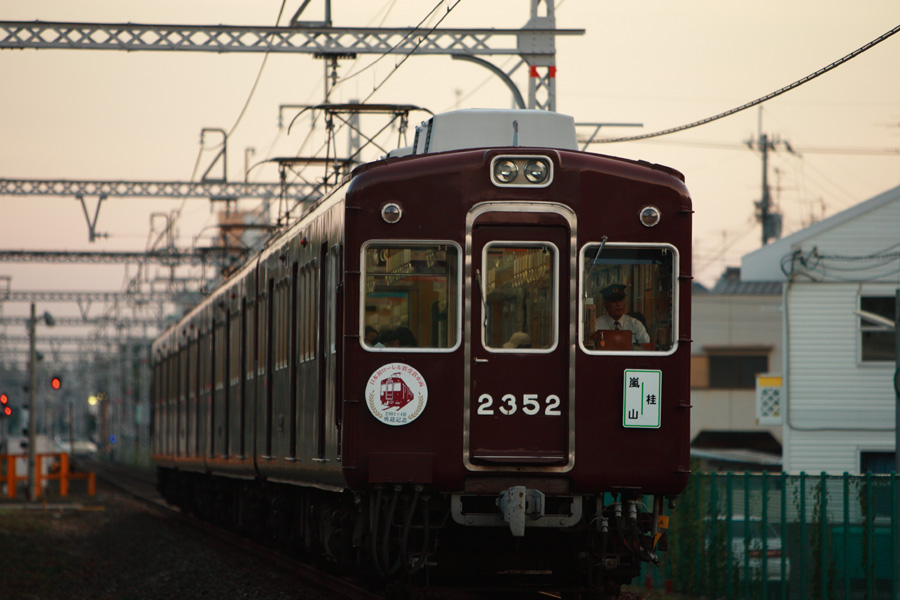
勇退ヘッドマークを掲げた2301F（2005年9月）

当初は2300形 - 2350形の2両編成で登場し、2両 - 4両編成で使用されたが、その後の輸送力増強に伴い3両・4両編成も登場した。2両・3両・4両のユニットの組み合わせにより、2両編成から最大8両編成の柔軟な組成が可能で、特急車の2800系の登場までは特急列車にも使用されていた。堺筋線開業前は天神橋までの運用実績があった。建設中の東海道新幹線と併走する区間の高架化工事で新幹線の線路を走行した実績もある。
1969年（昭和44年）の大阪市営地下鉄堺筋線との乗り入れ開始に備えて3300系が大量増備されると、京都線に必要以上の車両数が在籍することとなった。そのため、全線共通車体の2300系を昇圧完了後の神戸線の輸送力増強と、神宝線在籍車両の昇圧改造の予備に活用し、車両需給の調整を図ることとなり、2300系は1969年1月より最大で6両編成5本の30両が神戸線に転属した。神戸線では4両編成から最大8両編成で運用され、2300系の8両編成運用は神戸線が先行する形となった。神戸本線から山陽電気鉄道の須磨浦公園駅のほか、今津線でも運用された。日本万国博覧会の期間中の「EXPO直通」で神戸線から京都線に直通した実績もある。京都線の輸送力増強と神宝線への新型車両の投入および昇圧改造の完了に伴い、2300系は1971年11月までに全車が京都線に復帰した。以後の神宝線への入線実績はない。
1972年（昭和47年）に京都線特急・急行の8両編成運転が開始され、2300系も8両編成4本を組成の上で充当された。その後の5300系8両編成や6300系の登場に伴って、2300系の8両編成は1978年11月に消滅している。冷房化改造開始後の1980年8月には普通列車の6両運転を開始、1982年9月には普通の7両運転が開始され、2800系の2884・2885が組み込まれた。
1986年（昭和61年）からは嵐山線用に2301F・2303F・2309Fが4両編成×3本に組み替えられ、1987年（昭和62年）までに初代1300系を置き換えた。1991年・1992年の2800系嵐山線転用により2303と2309は一度本線に戻るが、1995年に2800系が運用を終了したため3年ほどで嵐山線へ復帰している。
本線系統では1990年代で6両・7両編成が京都本線・千里線（北千里駅 - 淡路駅間）の普通・準急・快速のほか梅田 - 嵐山間の臨時急行（梅嵐急行）などで使用されていたが、2001年3月のダイヤ改正で6両編成の運用が消滅し、7両編成が再び一般の急行や行楽期の臨時特急「いい古都エクスプレス」に使用され、2007年のダイヤ改正で急行に代わり設定された準急にも充当された。
2005年の9300系増備に伴い2300系種別・行先表示幕設置車7両編成のうち2323F・2319Fを4両化し、嵐山線の種別・行先表示幕未設置車置き換えが開始された。2323は7月19日から嵐山線に転用され2303Fが運用を離脱した。2301Fは9月23日に勇退イベントが開催され、10月19日に運用を終了し、翌20日から入れ替わる形で2319Fが運用を開始した。
2009年4月2日から嵐山線に6300系が投入され、嵐山線用の2300系は4月1日付けで運行を終了した。
2014年（平成26年）からは2代目1300系への置き換えが開始され、2300系は2015年3月限りで完全に運用を終了することが発表された。2月20日より2313Fに引退記念の装飾を施し両先頭部に特製ヘッドマークを掲出、1992年以前の旧社章もステッカーで復元された。3月20日をもって定期運用から離脱、3月22日に正雀駅 - 河原町駅間でさよなら運転が行われ2300系は1960年のデビュー後55年間にわたる運用を終了した。

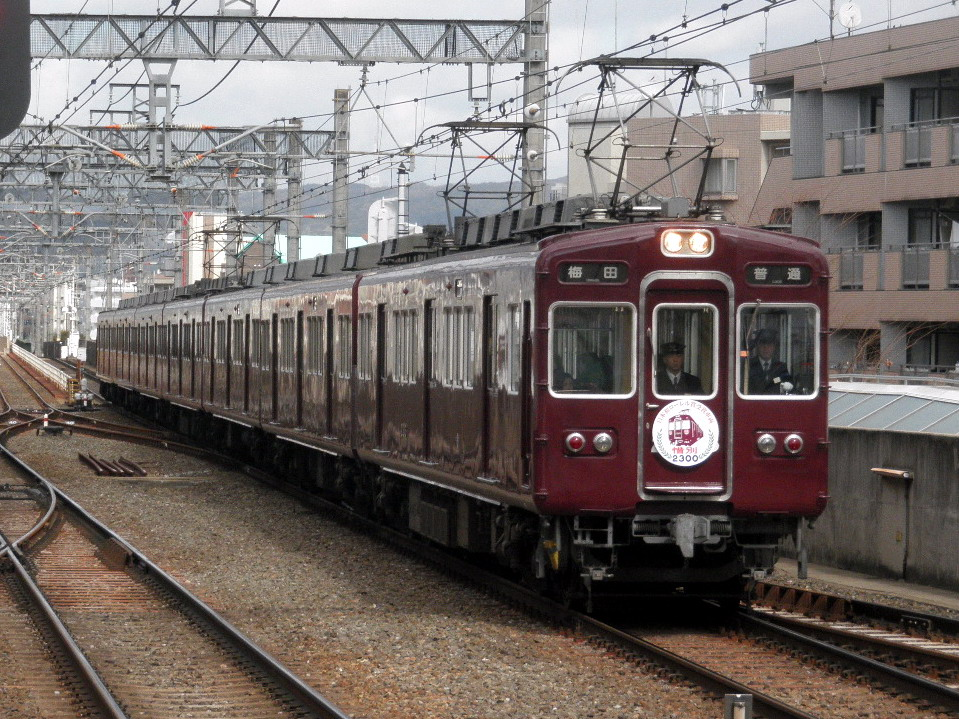
さよならヘッドマークを付けた2313F（大阪方）
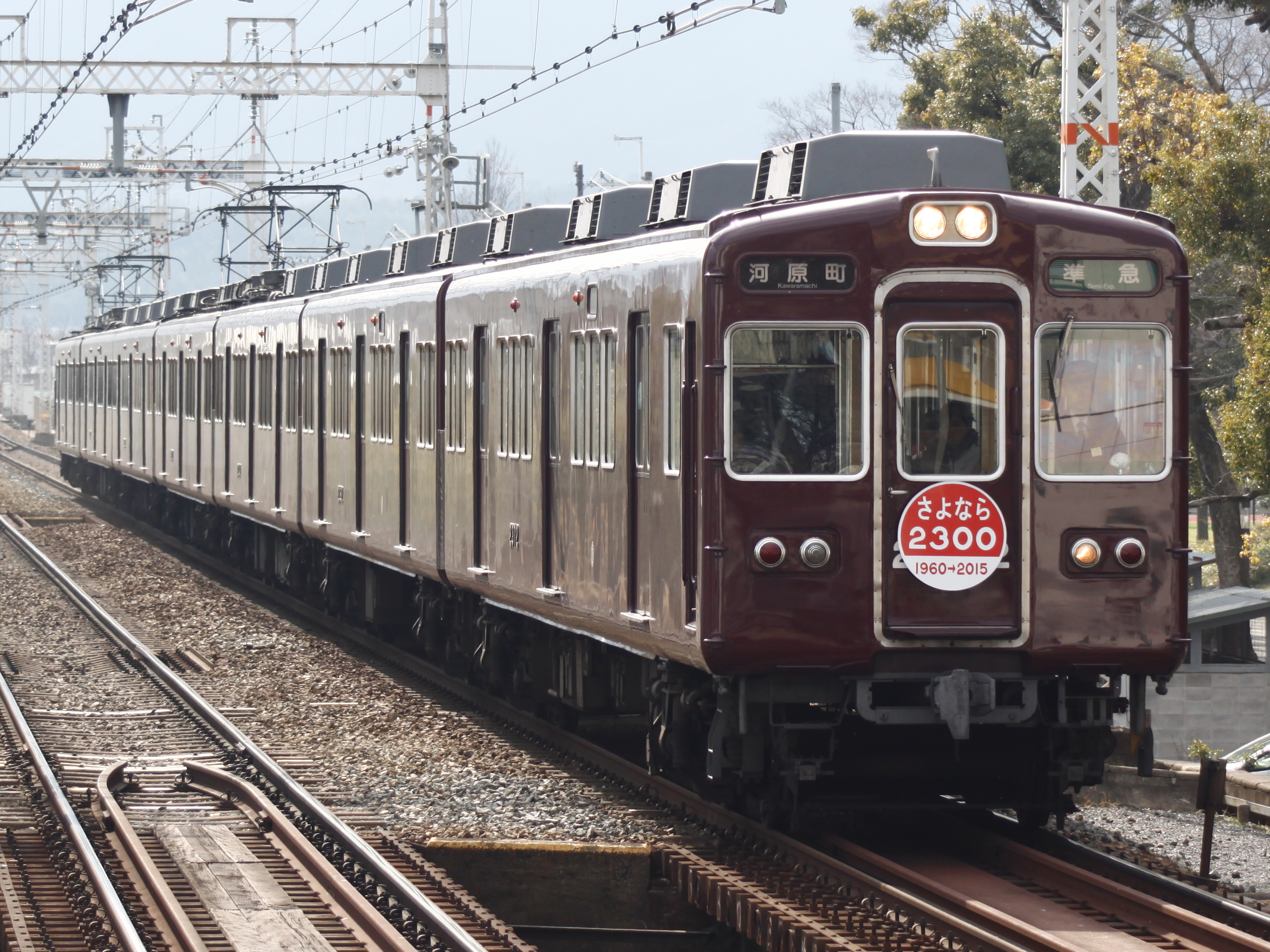
さよならヘッドマークを付けた2313F（京都方）
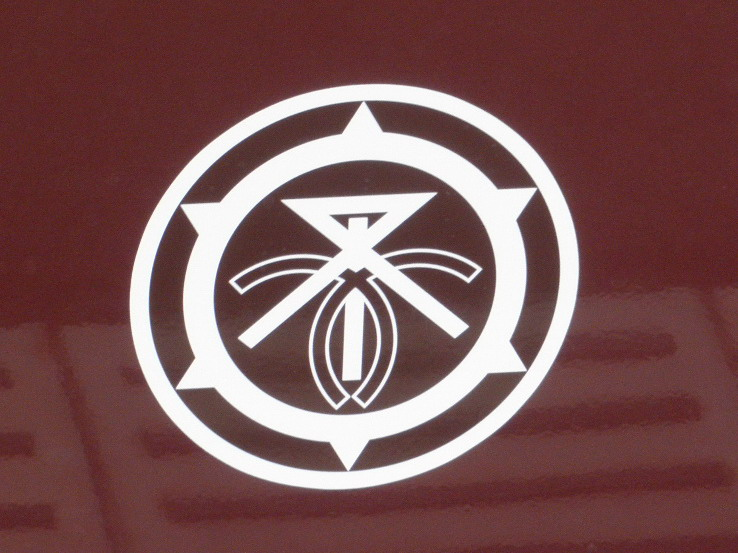
側面に貼り付けられた旧社章のステッカー
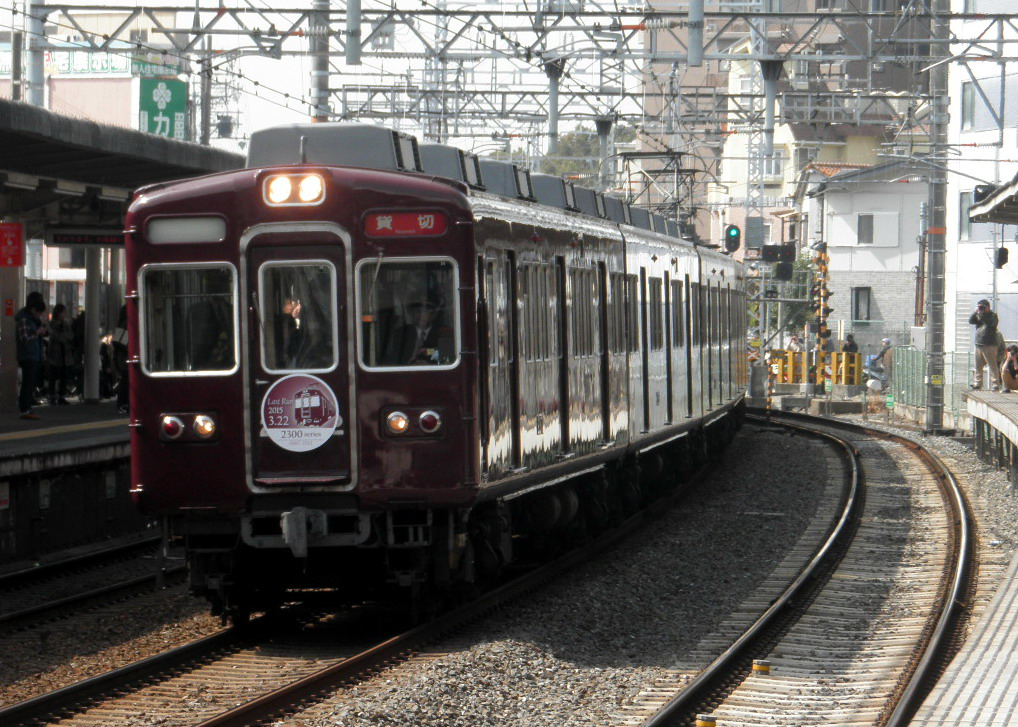
正雀駅 - 河原町駅間で運転されたさよなら運転

## 廃車
早期に編成自体が消滅した2000系と異なり、2000年（平成12年）まで全車が在籍していた。
2001年3月24日の京都線ダイヤ改正での6両運用消滅による編成組み換えで余剰となった2311・2361・2306・2377の4両が、2001年5月25日付けで本形式で初の廃車となった。2305Fに組まれていた2800系最終残存車3両(2831・2841・2885)も同時に廃車となり、2800系は形式消滅となった。また、2331が電装解除され、2311Fの残存3両(2312・2332・2331)と2307Fの残存4両(2307・2308・2358・2356)で新2307Fを組成した。
続いて、1991年から休車となっていた2357と、2001年から休車となっていた2305・2328・2362の3両が2002年4月19日付けで廃車された。
2003年3月16日の洛西口駅開業に伴うダイヤ改正では2307Fが余剰となり、2307を除く6両と休車の2327・2378の2両が2003年12月12日付けで廃車された。2307Fは阪急では最後の本線用の種別・行先表示幕未設置車であった。また、同年10月には特急形車両として9300系が1編成製造されたが、これに伴う廃車はなかった。
2005年の9300系の増備による3300系の7両化および2300系の種別・表示幕設置車の嵐山線転用に伴い、2303Fの4両と2323Fの中間3両（2373・2314・2334）の計7両が2005年8月18日付けで廃車された。続いて2301Fの中間2両（2302・2351）と2319Fの中間3両（2339・2369・2324）、2307Fの残存車で休車となっていた2307の計6両が2005年12月15日付けで廃車された。2301-2352の2両については正雀車庫で休車となった。
2009年の9300系増備に伴う6300系の嵐山線転用、また本線の7両運用減少に伴い、2009年5月28日付けで2319Fの4両が、2010年4月23日付けで嵐山線用4連の2309F、2323Fの計8両、本線用の2317Fの7両の15両が廃車された。2309Fは京都線系統で最後の種別・行先表示幕未設置車であった。
2014年からの1300系の増備に伴い、2014年6月13日付けで2321F、2015年1月19日付けで2325Fが廃車された。2300系は2015年3月1日現在で2313F・2315Fと休車の2301Fが在籍していたが、2315Fの7両は2015年4月24日付けで、最後まで運用された2313Fの7両は2015年6月4日付けで廃車された。
その後も正雀工場に保存されている2301-2352の2両が車籍を有していたが、保存のため、2016年2月29日付けで、正式に廃車となり、2300系は形式消滅した。

## 保存車
2301・2352の2両が正雀工場に動態保存されている。2016年に廃車となり、保存車として旧社章を復元するなどの整備が行われた。2016年秋のレールウェイフェスティバルでは、車内を公開してのヘッドマーク展示が行われた。
このほか、2311の運転台部分が兵庫県三田市の個人宅に保存されている。

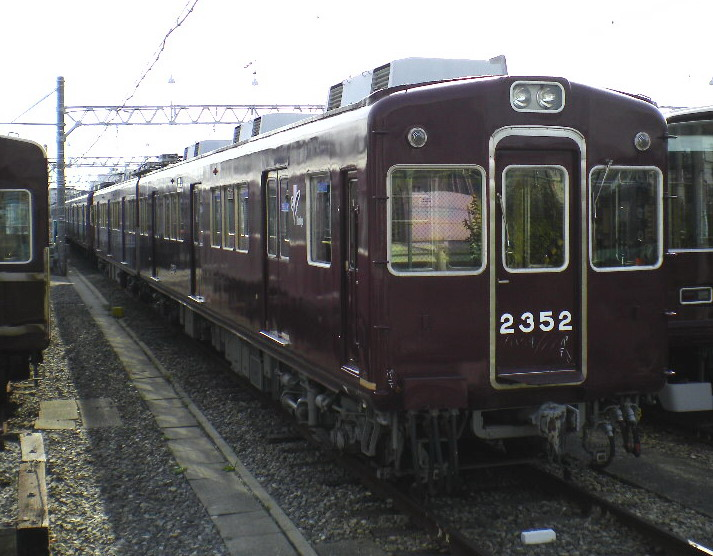
正雀車庫に留置されている2301F
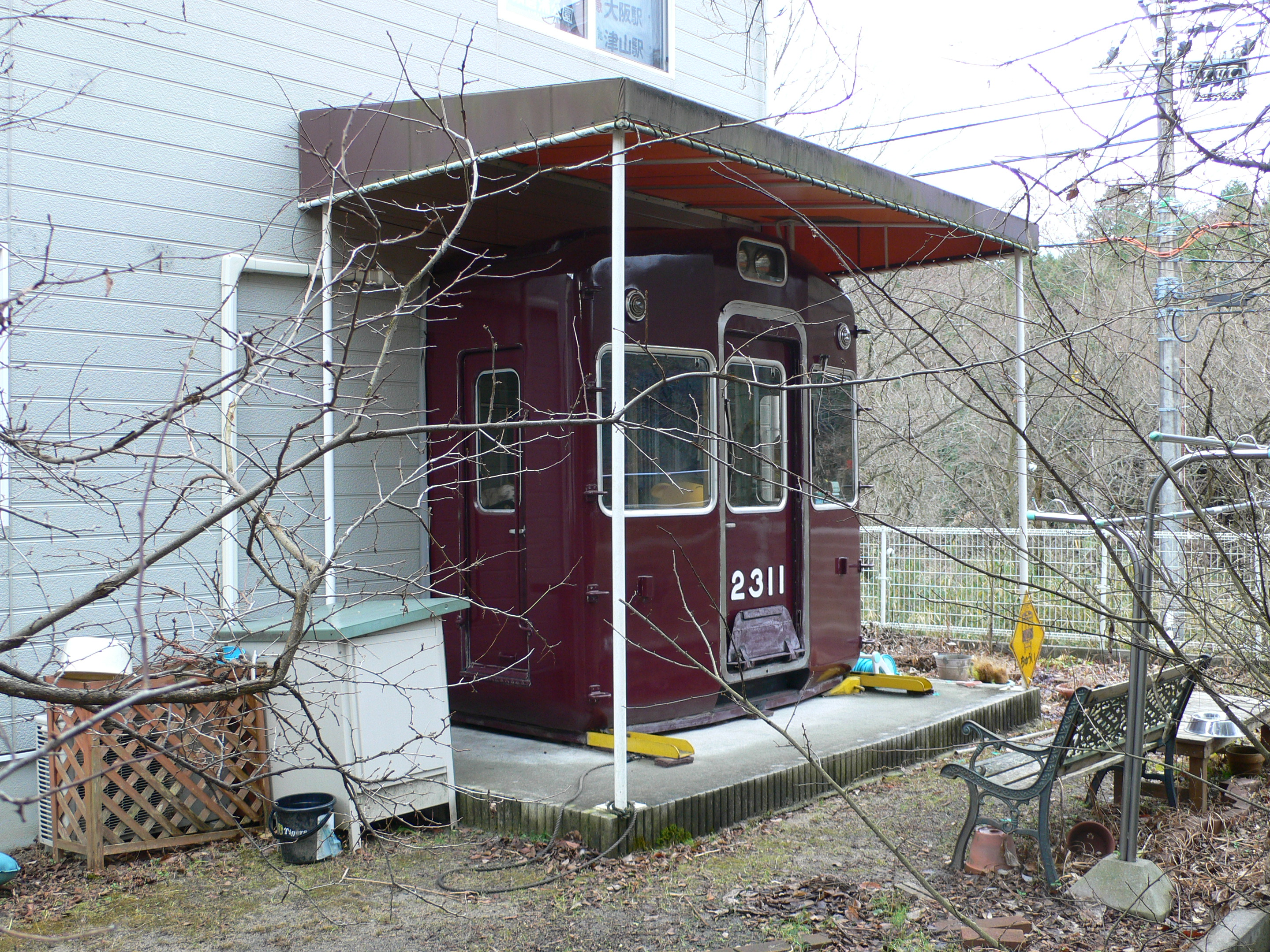
売却され個人宅に設置されている2311号の運転台

## 編成表
中間組込先頭車は運転台のある側にcの文字を、運転台撤去車は撤去側にoの文字を付している。 

### 冷房化完了時
1981年8月1日現在。
| ← 大阪梅田京都河原町 → | ← 大阪梅田京都河原町 → | ← 大阪梅田京都河原町 → | ← 大阪梅田京都河原町 → | ← 大阪梅田京都河原町 → | ← 大阪梅田京都河原町 → | 備考 |
| Mc                     | To                     | Mo                     | M'                     | T                      | Tc                     |      |
| 2301                   | 2351 o                 | o 2322                 | 2342                   | 2392                   | 2372                   |      |
| 2303                   | 2353 o                 | o 2324                 | 2344                   | 2394                   | 2374                   |      |
| 2309                   | 2359 o                 | o 2326                 | 2346                   | 2396                   | 2376                   |      |
| Mc                     | M'                     | T                      | To                     | Mo                     | Tc                     |      |
| 2321                   | 2341                   | 2391                   | 2371 o                 | o 2310                 | 2360                   |      |
| 2323                   | 2343                   | 2393                   | 2373 o                 | o 2304                 | 2354                   |      |
| 2325                   | 2345                   | 2395                   | 2375 o                 | o 2302                 | 2352                   |      |
| Mc                     | Tc                     | Mo                     | To                     | M'o                    | Tc                     |      |
| 2305                   | 2378 c                 | o 2328                 | 2355 o                 | o 2306                 | 2356                   |      |
| Mc                     | To                     | Mc                     | To                     | M'o                    | Tc                     |      |
| 2307                   | 2377 o                 | c 2327                 | 2357 o                 | o 2308                 | 2358                   |      |
| Mc                     | M'                     | To                     | Mo                     | M'                     | Tc                     |      |
| 2311                   | 2331                   | 2361 o                 | o 2320                 | 2340                   | 2370                   |      |
| 2313                   | 2333                   | 2363 o                 | o 2314                 | 2344                   | 2364                   |      |
| Mc                     | M'                     | Tc                     | Mo                     | M'                     | Tc                     |      |
| 2319                   | 2339                   | 2369 c                 | o 2312                 | 2332                   | 2362                   |      |
| Mc                     | M'                     | To                     | Mc                     | M'                     | Tc                     |      |
| 2315                   | 2335                   | 2365 o                 | c 2316                 | 2336                   | 2366                   |      |
| Mc                     | M'                     | Tc                     | Mc                     | M'                     | Tc                     |      |
| 2317                   | 2337                   | 2367 c                 | c 2318                 | 2338                   | 2368                   |      |

### 種別・行先表示幕設置時
1989年10月1日現在。
| ← 大阪梅田京都河原町 → | ← 大阪梅田京都河原町 → | ← 大阪梅田京都河原町 → | ← 大阪梅田京都河原町 → | ← 大阪梅田京都河原町 → | ← 大阪梅田京都河原町 → | ← 大阪梅田京都河原町 → | 表示幕設置 |
| Mc                     | M'                     | To                     | Mo                     | M'                     | T                      | Tc                     |            |
| 2313                   | 2333                   | 2363 o                 | o 2322                 | 2342                   | 2392                   | 2372                   | 1986年12月 |
| Mc                     | M'                     | To                     | Mo                     | M'                     | To                     | Tc                     |            |
| 2315                   | 2335                   | 2365 o                 | o 2320                 | 2340                   | 2355 o                 | 2370                   | 1989年9月  |
| Mc                     | M'                     | Tc                     | Mo                     | M'                     | T                      | Tc                     |            |
| 2317                   | 2337                   | 2367 c                 | o 2326                 | 2346                   | 2396                   | 2376                   | 1986年12月 |
| 2319                   | 2339                   | 2369 c                 | o 2324                 | 2344                   | 2394                   | 2374                   | 1987年3月  |
| Mc                     | M'                     | T                      | To                     | Mc                     | M'                     | Tc                     |            |
| 2321                   | 2341                   | 2391                   | 2371 o                 | c 2316                 | 2336                   | 2366                   | 1987年12月 |
| 2325                   | 2345                   | 2395                   | 2375 o                 | c 2318                 | 2338                   | 2368                   | 1988年3月  |
| Mc                     | M'                     | T                      | To                     | Mo                     | M'                     | Tc                     |            |
| 2323                   | 2343                   | 2393                   | 2373 o                 | o 2314                 | 2334                   | 2364                   | 1987年9月  |

| ← 大阪梅田京都河原町 → | ← 大阪梅田京都河原町 → | ← 大阪梅田京都河原町 → | ← 大阪梅田京都河原町 → | ← 大阪梅田京都河原町 → | ← 大阪梅田京都河原町 → | ← 大阪梅田京都河原町 → | 表示幕設置 |
| Mc                     | M'                     | T                      | To                     | Mo                     | M'                     | Tc                     |            |
| 2311                   | 2331                   | 2884                   | 2361 o                 | o 2312                 | 2332                   | 2362                   | 未施工     |

| ← 大阪梅田京都河原町 → | ← 大阪梅田京都河原町 → | ← 大阪梅田京都河原町 → | ← 大阪梅田京都河原町 → | ← 大阪梅田京都河原町 → | ← 大阪梅田京都河原町 → | 表示幕設置 |
| Mc                     | Tc                     | Mo                     | M'o                    | T                      | Tc                     |            |
| 2305                   | 2378 c                 | o 2328                 | o 2306                 | 2885                   | 2356                   | 未施工     |
| Mc                     | To                     | Mc                     | To                     | M'o                    | Tc                     |            |
| 2307                   | 2377 o                 | c 2327                 | 2357 o                 | o 2308                 | 2358                   | 未施工     |

| ← 桂嵐山 → | ← 桂嵐山 → | ← 桂嵐山 → | ← 桂嵐山 → | 表示幕設置 |
| Mc         | To         | Mo         | Tc         |            |
| 2301       | 2351 o     | o 2302     | 2352       | 未施工     |
| 2303       | 2353 o     | o 2304     | 2354       | 未施工     |
| 2309       | 2359 o     | o 2310     | 2360       | 未施工     |

### 1999年
1999年10月1日現在。
| ← 大阪梅田京都河原町 → | ← 大阪梅田京都河原町 → | ← 大阪梅田京都河原町 → | ← 大阪梅田京都河原町 → | ← 大阪梅田京都河原町 → | ← 大阪梅田京都河原町 → | ← 大阪梅田京都河原町 → | 廃車                                | 備考       |
| Mc                     | M'                     | To                     | Mc                     | M'                     | T                      | Tc                     |                                     |            |
| 2305                   | 2831                   | 2377 o                 | c 2327                 | 2841                   | 2885                   | 2378                   | 2001年5月25日(2831-2377-2841-2885） |            |
| Mc                     | M'                     | To                     | Mo                     | M'                     | T                      | Tc                     |                                     |            |
| 2313                   | 2333                   | 2363 o                 | o 2322                 | 2342                   | 2392                   | 2372                   |                                     | 表示幕設置 |
| Mc                     | M'                     | To                     | Mo                     | M'                     | To                     | Tc                     |                                     |            |
| 2315                   | 2335                   | 2365 o                 | o 2320                 | 2340                   | 2355 o                 | 2370                   |                                     | 表示幕設置 |
| Mc                     | M'                     | Tc                     | Mo                     | M'                     | T                      | Tc                     |                                     |            |
| 2317                   | 2337                   | 2367 c                 | o 2326                 | 2346                   | 2396                   | 2376                   |                                     | 表示幕設置 |
| 2319                   | 2339                   | 2369 c                 | o 2324                 | 2344                   | 2394                   | 2374                   |                                     | 表示幕設置 |
| Mc                     | M'                     | T                      | To                     | Mc                     | M'                     | Tc                     |                                     |            |
| 2321                   | 2341                   | 2391                   | 2371 o                 | c 2316                 | 2336                   | 2366                   |                                     | 表示幕設置 |
| 2325                   | 2345                   | 2395                   | 2375 o                 | c 2318                 | 2338                   | 2368                   |                                     | 表示幕設置 |
| Mc                     | M'                     | T                      | To                     | Mo                     | M'                     | Tc                     |                                     |            |
| 2323                   | 2343                   | 2393                   | 2373 o                 | o 2314                 | 2334                   | 2364                   |                                     | 表示幕設置 |

| ← 大阪梅田京都河原町 → | ← 大阪梅田京都河原町 → | ← 大阪梅田京都河原町 → | ← 大阪梅田京都河原町 → | ← 大阪梅田京都河原町 → | ← 大阪梅田京都河原町 → | 廃車                     | 備考 |
| Mc                     | M'o                    | Tc                     | Mo                     | M'o                    | Tc                     |                          |      |
| 2307                   | o 2308                 | 2358 c                 | o 2328                 | o 2306                 | 2356                   | 2001年5月25日(2306)      |      |
| Mc                     | M'                     | To                     | Mo                     | M'                     | Tc                     |                          |      |
| 2311                   | 2331                   | 2361 o                 | o 2312                 | 2332                   | 2362                   | 2001年5月25日(2311-2361) |      |

| ← 桂嵐山 → | ← 桂嵐山 → | ← 桂嵐山 → | ← 桂嵐山 → | 廃車 | 備考 |
| Mc         | To         | Mo         | Tc         |      |      |
| 2301       | 2351 o     | o 2302     | 2352       |      |      |
| 2303       | 2353 o     | o 2304     | 2354       |      |      |
| 2309       | 2359 o     | o 2310     | 2360       |      |      |

| To     |      |
| ------ | ---- |
| 2357 o | 休車 |

### 2002年
2002年4月1日現在。※は種別・行先表示幕未設置車。
| ← 大阪梅田京都河原町 → | ← 大阪梅田京都河原町 → | ← 大阪梅田京都河原町 → | ← 大阪梅田京都河原町 → | ← 大阪梅田京都河原町 → | ← 大阪梅田京都河原町 → | ← 大阪梅田京都河原町 → | 廃車                                                               | 備考 |
| Mc                     | M'o                    | Tc                     | Mo                     | M'                     | T                      | Tc                     |                                                                    |      |
| 2307                   | o 2308                 | 2358 c                 | o 2312                 | 2332                   | 2331                   | 2356                   | 2003年12月12日(2308-2358-2312-2332-2331-2356) 2005年12月15日(2307) | ※    |
| Mc                     | M'                     | To                     | Mo                     | M'                     | T                      | Tc                     |                                                                    |      |
| 2313                   | 2333                   | 2363 o                 | o 2322                 | 2342                   | 2392                   | 2372                   |                                                                    |      |
| Mc                     | M'                     | To                     | Mo                     | M'                     | To                     | Tc                     |                                                                    |      |
| 2315                   | 2335                   | 2365 o                 | o 2320                 | 2340                   | 2355 o                 | 2370                   |                                                                    |      |
| Mc                     | M'                     | Tc                     | Mo                     | M'                     | T                      | Tc                     |                                                                    |      |
| 2317                   | 2337                   | 2367 c                 | o 2326                 | 2346                   | 2396                   | 2376                   |                                                                    |      |
| 2319                   | 2339                   | 2369 c                 | o 2324                 | 2344                   | 2394                   | 2374                   | 2005年12月15日(2339-2369-2324)                                     |      |
| Mc                     | M'                     | T                      | To                     | Mc                     | M'                     | Tc                     |                                                                    |      |
| 2321                   | 2341                   | 2391                   | 2371 o                 | c 2316                 | 2336                   | 2366                   |                                                                    |      |
| 2325                   | 2345                   | 2395                   | 2375 o                 | c 2318                 | 2338                   | 2368                   |                                                                    |      |
| Mc                     | M'                     | T                      | To                     | Mo                     | M'                     | Tc                     |                                                                    |      |
| 2323                   | 2343                   | 2393                   | 2373 o                 | o 2314                 | 2334                   | 2364                   | 2005年8月18日(2373-2314-2334)                                      |      |

| ← 桂嵐山 → | ← 桂嵐山 → | ← 桂嵐山 → | ← 桂嵐山 → | 廃車                      | 備考 |
| Mc         | To         | Mo         | Tc         |                           |      |
| 2301       | 2351 o     | o 2302     | 2352       | 2005年12月15日(2351-2302) | ※    |
| 2303       | 2353 o     | o 2304     | 2354       | 2005年8月18日             | ※    |
| 2309       | 2359 o     | o 2310     | 2360       |                           | ※    |

| ← 大阪梅田 | 廃車           | 備考 |
| Mc         |                |      |
| c 2305     | 2002年4月19日  |      |
| c 2327     | 2003年12月12日 |      |
| Mo         |                |      |
| o 2328     | 2002年4月19日  |      |
| To         |                |      |
| 2357 o     | 2002年4月19日  |      |
| Tc         |                |      |
| 2362 c     | 2002年4月19日  |      |
| 2378 c     | 2003年12月12日 |      |

### 2006年
2006年4月1日現在。
| ← 大阪梅田京都河原町 → | ← 大阪梅田京都河原町 → | ← 大阪梅田京都河原町 → | ← 大阪梅田京都河原町 → | ← 大阪梅田京都河原町 → | ← 大阪梅田京都河原町 → | ← 大阪梅田京都河原町 → | 廃車          | 備考 |
| Mc                     | M'                     | To                     | Mo                     | M'                     | T                      | Tc                     |               |      |
| 2313                   | 2333                   | 2363 o                 | o 2322                 | 2342                   | 2392                   | 2372                   |               |      |
| Mc                     | M'                     | To                     | Mo                     | M'                     | To                     | Tc                     |               |      |
| 2315                   | 2335                   | 2365 o                 | o 2320                 | 2340                   | 2355 o                 | 2370                   |               |      |
| Mc                     | M'                     | Tc                     | Mo                     | M'                     | T                      | Tc                     |               |      |
| 2317                   | 2337                   | 2367 c                 | o 2326                 | 2346                   | 2396                   | 2376                   | 2010年4月23日 |      |
| Mc                     | M'                     | T                      | To                     | Mc                     | M'                     | Tc                     |               |      |
| 2321                   | 2341                   | 2391                   | 2371 o                 | c 2316                 | 2336                   | 2366                   |               |      |
| 2325                   | 2345                   | 2395                   | 2375 o                 | c 2318                 | 2338                   | 2368                   |               |      |

| ← 桂嵐山 → | ← 桂嵐山 → | ← 桂嵐山 → | ← 桂嵐山 → | 廃車          | 備考         |
| Mc         | M          | T          | Tc         |               |              |
| 2319       | 2344       | 2394       | 2374       | 2009年5月28日 |              |
| 2323       | 2343       | 2393       | 2364       | 2010年4月23日 |              |
| Mc         | To         | Mo         | Tc         |               |              |
| 2309       | 2359 o     | o 2310     | 2360       | 2010年4月23日 | 表示幕未設置 |

| ← 大阪梅田 | ← 大阪梅田 | 備考         |
| Mc         | Tc         |              |
| 2301       | 2352       | 表示幕未設置 |

### 2012年
2012年4月1日現在。1300系投入直前の編成。
| ← 大阪梅田京都河原町 → | ← 大阪梅田京都河原町 → | ← 大阪梅田京都河原町 → | ← 大阪梅田京都河原町 → | ← 大阪梅田京都河原町 → | ← 大阪梅田京都河原町 → | ← 大阪梅田京都河原町 → | 廃車          | 備考 |
| Mc                     | M'                     | To                     | Mo                     | M'                     | T                      | Tc                     |               |      |
| 2313                   | 2333                   | 2363 o                 | o 2322                 | 2342                   | 2392                   | 2372                   | 2015年6月4日  |      |
| Mc                     | M'                     | To                     | Mo                     | M'                     | To                     | Tc                     |               |      |
| 2315                   | 2335                   | 2365 o                 | o 2320                 | 2340                   | 2355 o                 | 2370                   | 2015年4月24日 |      |
| Mc                     | M'                     | T                      | To                     | Mc                     | M'                     | Tc                     |               |      |
| 2321                   | 2341                   | 2391                   | 2371 o                 | c 2316                 | 2336                   | 2366                   | 2014年6月13日 |      |
| 2325                   | 2345                   | 2395                   | 2375 o                 | c 2318                 | 2338                   | 2368                   | 2015年1月19日 |      |

| ← 大阪梅田 | ← 大阪梅田 | 廃車          | 備考         |
| Mc         | Tc         |               |              |
| 2301       | 2352       | 2016年2月29日 | 表示幕未設置 |